# Сож (станция)
Сож (бел. Сож) — железнодорожная станция, расположенная в Гомельском районе Гомельской области Республики Беларусь.

## Общая характеристика
Пригородное движение осуществляют 3 (+ 2 дополнительных) дизель-поезда в сутки.
От станции отходят подъездные пути к нефтеналивному предприятию и к аэропорту Гомель.